# Joseph Morrow
Joseph Morrow, dit Joe Morrow, (né le 9 décembre 1992 à Sherwood Park, dans la province de l'Alberta au Canada) est un joueur professionnel canadien de hockey sur glace. Il évolue au poste de défenseur.

## Carrière de joueur
Il rejoint les rangs junior canadien avec les Winterhawks de Portland dans la LHOu. Il joue quatre saisons avec les Winterhawks et lors du premier tour du repêchage 2011, il est choisi au 23e rang par les Penguins de Pittsburgh. Le 3 août 2011, il signe son contrat d'entrée dans la LNH (trois ans).
Alors qu'il joue avec les Penguins de Wilkes-Barre/Scranton durant la saison 2012-2013, il est échangé le 4 mars 2013 avec un choix de cinquième ronde au repêchage 2013 aux Stars de Dallas en échange de Brenden Morrow (aucun lien familial) et d'un choix de cinquième ronde dans le même repêchage. Il poursuit sa saison avec les Stars du Texas.
Le 4 juillet 2013, il est à nouveau échangé et cette fois-ci, aux Bruins de Boston. Cet échange inclut 7 joueurs dont Loui Eriksson, Reilly Smith et Matt Fraser qui eux, sont envoyés avec Morrow aux Bruins et les Stars, reçoivent Tyler Seguin, Rich Peverley et Ryan Button en échange.
Il joue deux saisons dans la LAH mais lors de la saison 2014-2015, il est rappelé par les Bruins et dispute son premier match, le 30 octobre 2014 face aux Sabres de Buffalo. Il inscrit alors son premier but, le 24 novembre 2014, face aux Penguins, l'équipe qui l'a repêché. 
Durant la saison 2015-2016, il ne joue qu'à Boston, mais que 33 matchs. Il finit avec un total d'un but et 6 assistances, un différentiel de -7 et quatre minutes de pénalité. Il signe un nouveau contrat d'un an pour 800 000 $ avec les Bruins pour une prochaine saison.
Le 1er juillet 2017, il signe un contrat d'un an avec les Canadiens de Montréal en tant que joueur autonome. Il est échangé aux Jets de Winnipeg le 26 février 2018 contre un choix de 4e ronde dans le repêchage d'entrée dans la LNH 2018.
Le 6 octobre 2019, il s'entend sur les termes d'un contrat de 1 an à deux volets avec les Devils du New Jersey.

## Statistiques
| Saison     | Équipe                  | Ligue      |     | Saison régulière | Saison régulière | Saison régulière | Saison régulière | Saison régulière |   | Séries éliminatoires | Séries éliminatoires | Séries éliminatoires | Séries éliminatoires | Séries éliminatoires |
| Saison     | Équipe                  | Ligue      | PJ  | B                | A                | Pts              | Pun              | PJ               | B | A                    | Pts                  | Pun                  |                      |                      |
| 2007-2008  | Winterhawks de Portland | LHOu       | 1   | 0                | 0                | 0                | 0                | -                | - | -                    | -                    | -                    |                      |                      |
| 2008-2009  | Winterhawks de Portland | LHOu       | 41  | 0                | 7                | 7                | 26               | -                | - | -                    | -                    | -                    |                      |                      |
| 2009-2010  | Winterhawks de Portland | LHOu       | 63  | 7                | 24               | 31               | 59               | 13               | 0 | 2                    | 2                    | 6                    |                      |                      |
| 2010-2011  | Winterhawks de Portland | LHOu       | 60  | 9                | 40               | 49               | 67               | 21               | 6 | 14                   | 20                   | 27                   |                      |                      |
| 2011-2012  | Winterhawks de Portland | LHOu       | 62  | 17               | 47               | 64               | 99               | 22               | 4 | 3                    | 17                   | 35                   |                      |                      |
| 2012-2013  | Penguins de WBS         | LAH        | 57  | 4                | 11               | 15               | 35               | -                | - | -                    | -                    | -                    |                      |                      |
| 2012-2013  | Stars du Texas          | LAH        | 9   | 1                | 3                | 4                | 4                | 8                | 2 | 1                    | 3                    | 8                    |                      |                      |
| 2013-2014  | Bruins de Providence    | LAH        | 56  | 6                | 23               | 29               | 28               | 10               | 2 | 5                    | 7                    | 8                    |                      |                      |
| 2014-2015  | Bruins de Providence    | LAH        | 33  | 3                | 9                | 12               | 14               | 5                | 0 | 0                    | 0                    | 6                    |                      |                      |
| 2014-2015  | Bruins de Boston        | LNH        | 15  | 1                | 0                | 1                | 4                | -                | - | -                    | -                    | -                    |                      |                      |
| 2015-2016  | Bruins de Boston        | LNH        | 33  | 1                | 6                | 7                | 4                | -                | - | -                    | -                    | -                    |                      |                      |
| 2016-2017  | Bruins de Boston        | LNH        | 17  | 0                | 1                | 1                | 8                | 5                | 0 | 1                    | 1                    | 2                    |                      |                      |
| 2016-2017  | Bruins de Providence    | LAH        | 3   | 1                | 0                | 1                | 2                | -                | - | -                    | -                    | -                    |                      |                      |
| 2017-2018  | Canadiens de Montréal   | LNH        | 38  | 5                | 6                | 11               | 26               | -                | - | -                    | -                    | -                    |                      |                      |
| 2017-2018  | Jets de Winnipeg        | LNH        | 18  | 1                | 4                | 5                | 0                | 6                | 1 | 0                    | 1                    | 14                   |                      |                      |
| 2018-2019  | Jets de Winnipeg        | LNH        | 41  | 1                | 6                | 7                | 20               | -                | - | -                    | -                    | -                    |                      |                      |
| 2019-2020  | Senators de Binghamton  | LAH        | 16  | 1                | 3                | 4                | 16               | -                | - | -                    | -                    | -                    |                      |                      |
| 2019-2020  | HK Dinamo Minsk         | KHL        | 22  | 0                | 3                | 3                | 23               | -                | - | -                    | -                    | -                    |                      |                      |
| 2019-2020  | Ässät                   | Liiga      | 29  | 4                | 7                | 11               | 46               | -                | - | -                    | -                    | -                    |                      |                      |
| 2021-2022  | Barys                   | KHL        | 29  | 3                | 10               | 13               | 14               | 5                | 0 | 4                    | 4                    | 0                    |                      |                      |
| 2022-2023  | HK Sotchi               | KHL        | 31  | 0                | 9                | 9                | 10               | -                | - | -                    | -                    | -                    |                      |                      |
| Totaux LNH | Totaux LNH              | Totaux LNH | 162 | 9                | 23               | 32               | 62               | 11               | 1 | 1                    | 2                    | 16                   |                      |                      |